# Квадратний фут
Квадратний фут (фут²) — одиниця вимірювання площі в англійській системі мір, використовувана переважно в США та частково в Бангладеші, Канаді, Гані, Гонконзі, Індії, Ліберії, Малайзії, М'янмі, Непалі, Пакистані, Сінгапурі та Великій Британії. Визначається як площа квадрата зі сторонами довжиною 1 фут (0,333 … ярда, 12 дюймів, або 0,3048 м).
1 фут² дорівнює:
- 144 квадратним дюймам (квадрат 12 × 12 дюймів)
- 1/9 квадратного ярда
- 92903,04 мм²
- 929,0304 см²
- 0,09290304 м ²
- ≈ 0,00002295684 акра.